# System-on-a-chip
För andra betydelser, se SOC.

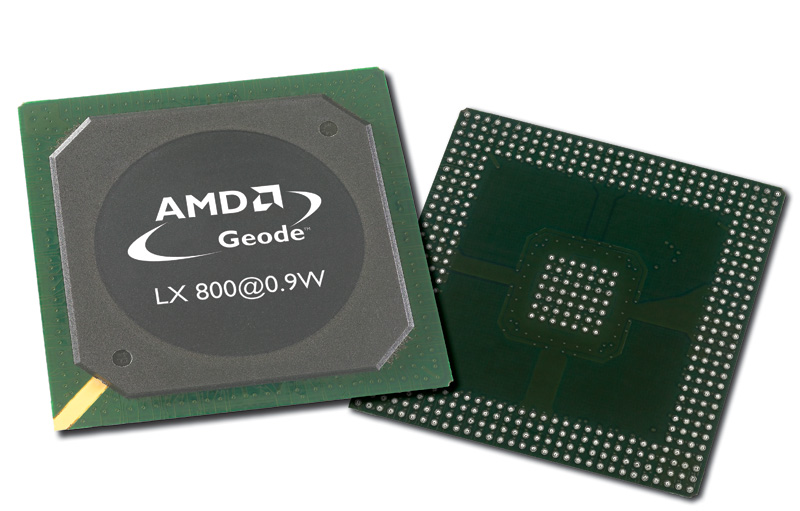
Geode LX800 är ett systemchipp producerat av AMD.

System-on-a-Chip (SoC), systemchip eller systemkrets, är en ASIC som innehåller flera olika sorters processorer och funktionsblock ihopkopplade till ett system. I och med krympningen av halvledartekniken kan elektroniska funktioner som tidigare krävde separata chip idag rymmas på ett enda chip. Konstruktionen kräver kunskap om hela systemets funktion och kan involvera flera personer, företag eller projekt. Ett eller flera delsystem kan vara inköpta i form av IP-block (ASIC) eller återanvända från tidigare projekt.
I Sverige har forskning om och utveckling av SoC:er bedrivits av bland annat Acreo, Chalmers, Lunds tekniska högskola, LiTH och KTH. Halvsvenska ST-Ericsson tillverkade under 00-talet systemchipp för mobiltelefoner.

## Exempel
Ett mobiltelefonchip kan exempelvis innehålla:
- CPU som driver användargränssnitt och applikationer såsom telefonbok, spel och kalender
- Signalprocessor som hanterar den digitaliserade radiosignalen och ljudet till användaren
- Ett eller flera RAM-, och ROM-minnen
- Specialiserade funktionsblock för gränssnitt som RS-232, USB och Bluetooth
- Kommunikationsbussar som förbinder systemets delar med varandra
- Grafikprocessor